# Gustavo Dacal
Gustavo Dacal (Baltar, Puentecaldelas, 30 de marzo de 1977) es un atleta español. Ostentó el récord de España de lanzamiento de jabalina entre los años 2003 y 2018.

## Trayectoria
Lanzador de jabalina, fue campeón de Galicia en numerosas ocasiones, y campeón de España de su especialidad en diez ocasiones: 1999, 2000 y desde 2002 a 2009. Atleta de la Sociedade Ximnástica de Pontevedra, en el año 2000 fichó por el Puma Chapín de Jerez de la Frontera, se bien en 2007 volvió a las filas del club pontevedrés.
En 2003, en el Centro Galego de Tecnificación Deportiva, en Pontevedra, lanzaba la jabalina a 78,88 m, lo que suponía el récord de España de la especialidad. Sin embargo, la Federación Española de Atletismo no le reconoció la marca, lo que le impidió acudir al Mundial de París de 2003 y los Juegos Olímpicos de Atenas 2004; aunque realizó la marca exigida otras dos veces más además de la del récord de España, la federación argumentó no tener la jabalina correctamente homologada y por no vestir la equipación exacta de su equipo. En 2008 la justicia le reconoció la marca y obligó a la Federación a indemnizarlo.
Fue internacional absoluto en 24 ocasiones, entre ellas en los Juegos del Mediterráneo, Copa del mundo, Cto. Europa de Naciones y Cto. Iberoamericano.
Tras su retirada en 2012 se estableció en México, donde trabajó como entrenador de los jabalinistas locales. A finales de 2022 fue hospitalizado en estado grave tras contagiarse de dengue y sufrir numerosas complicaciones. En febrero de 2023 fue trasladado a Galicia para continuar el tratamiento de la espondilodiscitis que le impide usar las piernas.